# 薩克森的法蘭茲·薩維爾
薩克森的法蘭茲·薩維爾（德語：Franz Xaver von Sachsen，1730年8月25日—1806年6月21日），波蘭國王奧古斯特三世的第三子（長子夭折，形同次子），1763年至1768年擔任姪子腓特烈·奧古斯特三世（日後的薩克森國王腓特烈·奧古斯特一世）的攝政。

## 家庭
1765年，法蘭茲·薩維爾和義大利人齊雅拉·斯皮努齊結婚，兩人共有2子5女：
1. 路德維希·魯普雷希特（1766年—1782年），早逝
2. 約瑟夫·薩維爾（德语：Joseph Xavier von Sachsen）（1767年—1802年）
3. 伊莉莎白·烏爾蘇拉（1768年—1844年）
4. 瑪麗亞·安娜（1770年—1845年）
5. 碧翠絲·瑪麗（1772年—1806年）
6. 庫妮根德·安娜（1774年—1828年）
7. 瑪麗亞·克里斯蒂娜（1775年—1837年）